# Annunciata (Piancogno)
Annunciata è una frazione del comune di Piancogno, in media Val Camonica, provincia di Brescia.

## Geografia fisica
Sorge in posizione panoramica nel comune di Piamborno (casa comunale a 603 m s.l.m.)
Situata in un ampio altipiano, l'Annunciata è una frazione di 1265 m s.l.m. (poco più alta della cittadina montana di Ponte di Legno in Valle Camonica).
Il comune di Piamborno è costituito da 18 itinerari turistici montani dove vige l'aria incontaminata delle alpi orobie e retiche meridionali, l'Annunciata è una frazione abitata da soli 33 abitanti costituita da boschi di conifere al centro della natura. Per salire nel paesino montano ci sono 3 itinerari che partono da Piamborno e Cogno, all'arrivo vi accoglierà un rifugio (1403 metri di altitudine), 3 ponti panoramici di ferro con dislivello pari a 720 metri; mentre durante l'itinerario vi aspetteranno 3 ponti di legno che passeranno al di sopra di alcuni torrenti di origine alpina, oltre che l'immersione completa nei boschi con vista mozza fiato di crepacci e dell'imponente valle della morte posta a 1550 metri di altitudine, da ricordare è la cascata Davine, la quale passerete sotto durante l'itinerario 1.

## Storia
Prende il nome da un convento che secondo la tradizione sarebbe stato fondato dal nobile spagnolo Amedeo Méndez da Sylva nel 1469. .
Trascorse qui la sua vita il Beato Innocenzo da Berzo.
Nel 1964 viene costruita la nuova strada d'accesso al monastero a partire da Ossimo inferiore. Essa portò alla distruzione di una roccia dove la tradizione locale voleva che vi fossero le impronte degli zoccoli del cavallo di San Martino. Probabilmente erano incisioni rupestri della Valcamonica.

## Monumenti e luoghi d'interesse
Santuario della Santissima Annunciata
Il convento dell'Annunciata contiene affreschi di Giovanni Pietro da Cemmo:, tra cui l'" arco trionfale", del 1479, 33 riquadri che narrano la vita di Cristo, attribuiti al Pietro da Cemmo o alla sua scuola. Inoltre la pala dall'Annunciata attribuita a Palma il Giovane, trasferita dall'altare maggiore, e la pala dell'Immacolata di Palma il Vecchio o della scuola di Palma il Giovane.

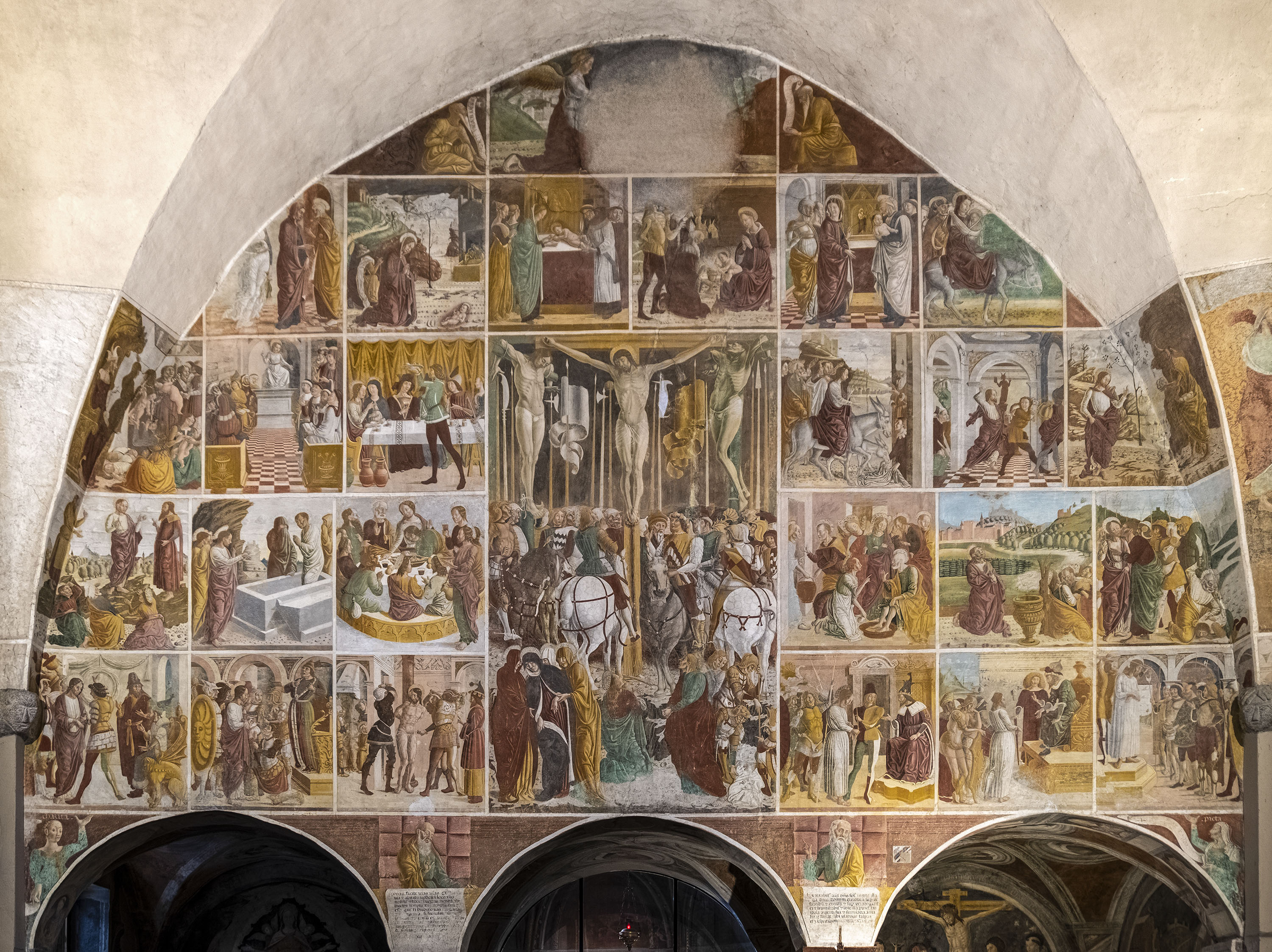

Il beato Innocenzo da Berzo, beatificato nel 1961 da Giovanni XXIII, è raffigurato nella pala del 1967 del pittore Trento Longaretti.
Di Paolo da Cailina sarebbe cui una "Deposizione di Cristo".
Nel coro il tabernacolo ligneo è del frate Francesco Piantanida da Cedrate. La volta e numerosi affreschi sono di Pietro da Cemmo. Il "Cristo deposto dalla Croce" è del XVII secolo di Nicolò Grisiani. 
Sotto la chiesa sono visitabili i Sepolcreti, il presepio in terracotta di Andrea Fantoni (1715) ed il presepio permanente. Al primo piano la cella dove visse il beato Innocenzo ed un piccolo museo.
Degni di interesse i chiostri, tra cui il maggiore con fontana del 1747.

## Galleria d'immagini

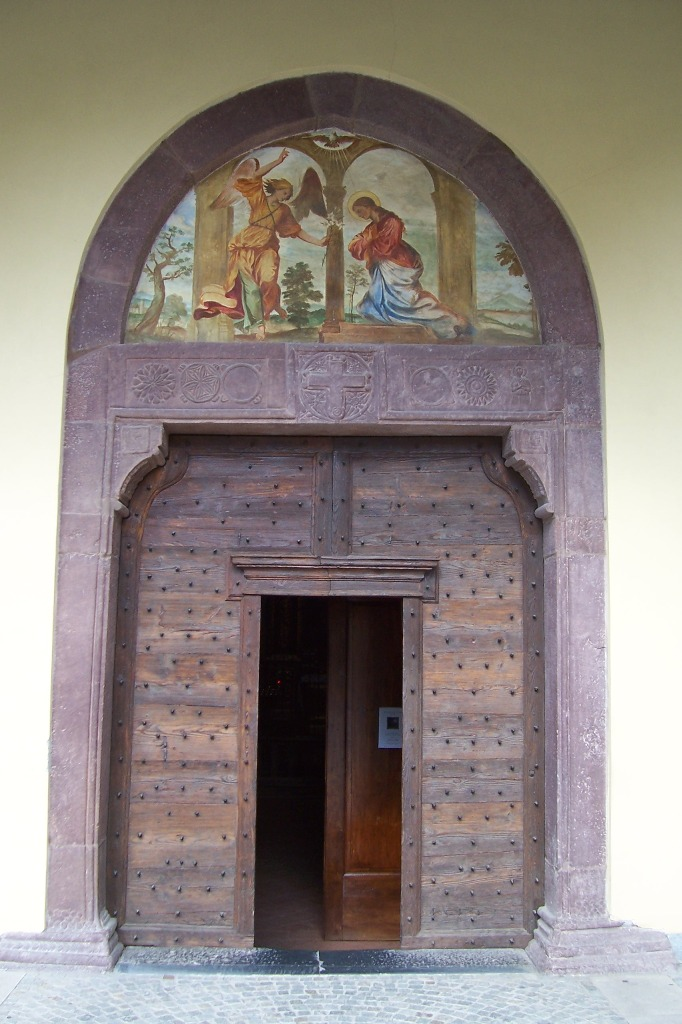
Portale ingressoPortale della chiesa dell'Annunciata
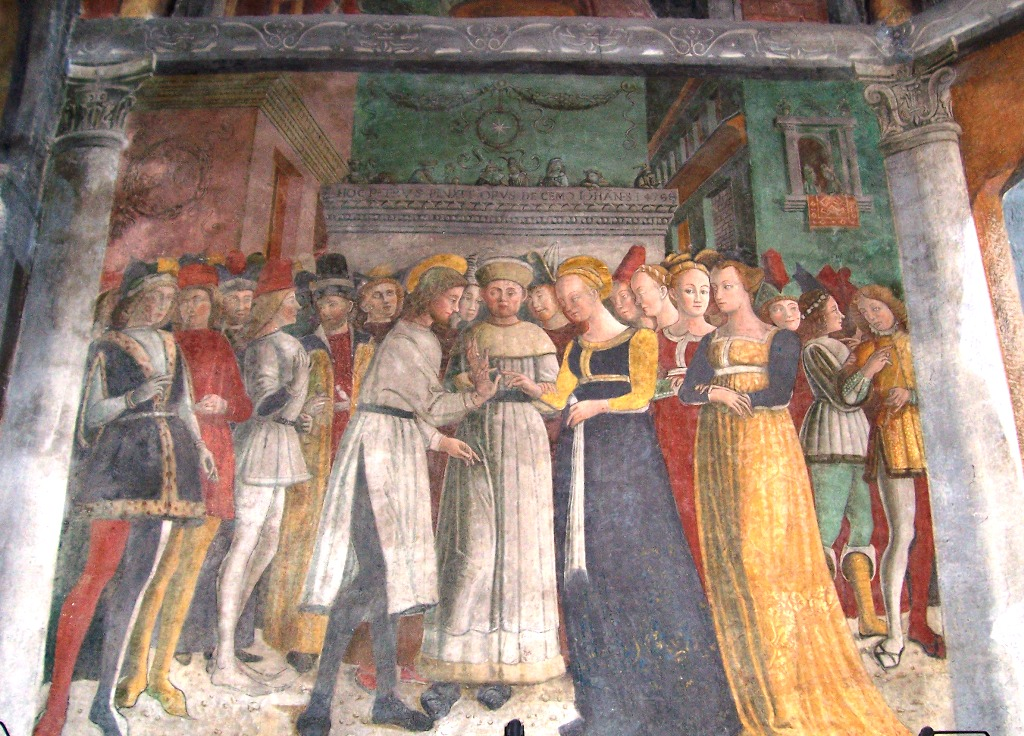
Sposalizio di Maria, Giovanni Pietro da Cemmo
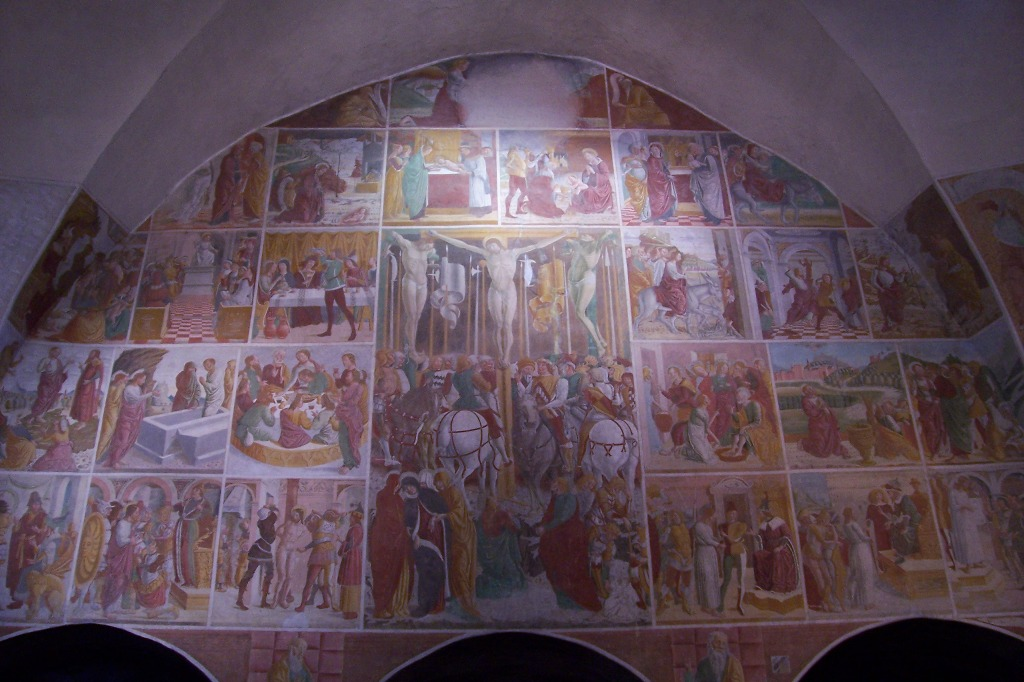
Vita di Cristo, chiesa dell'Annunciata
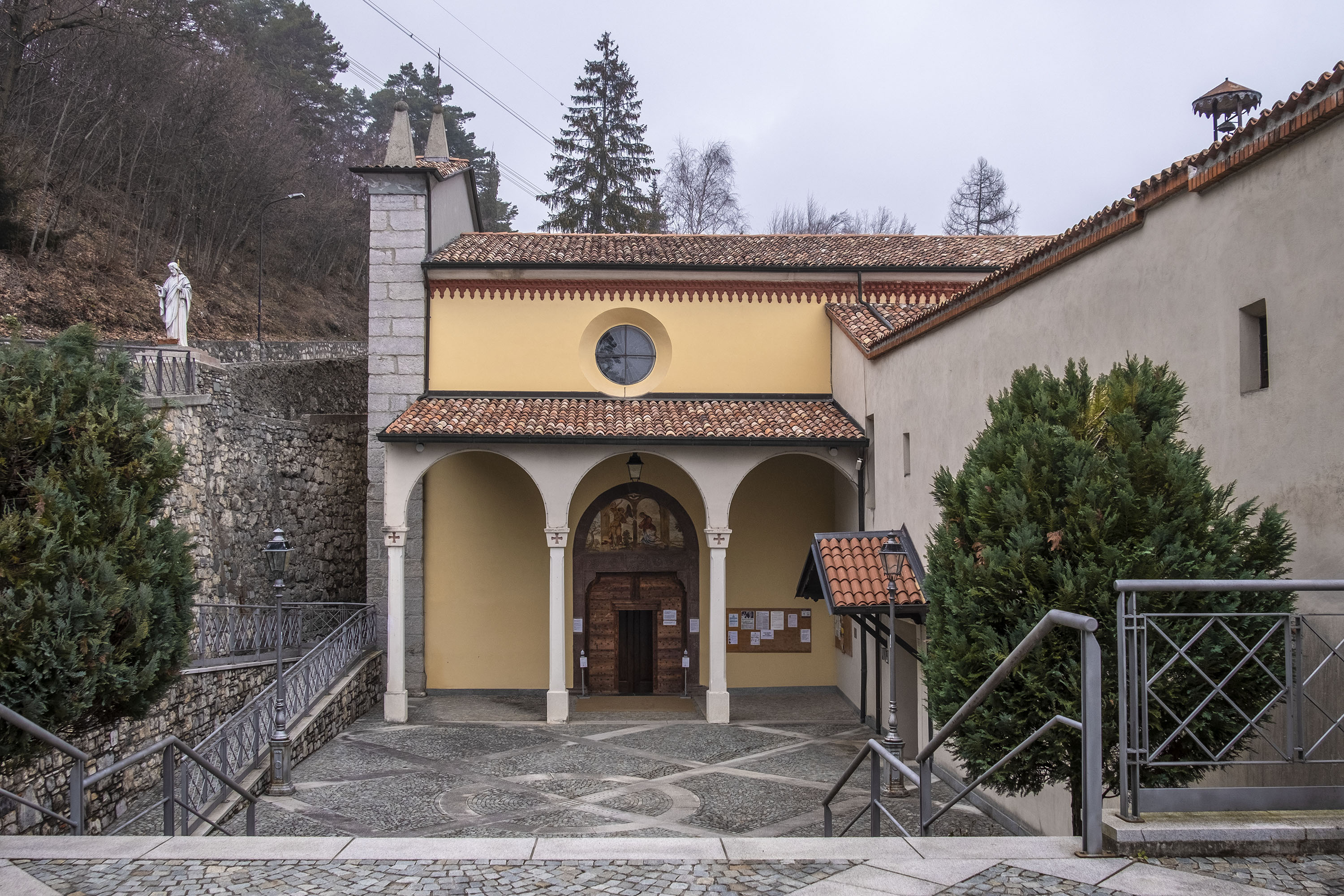
Entrata
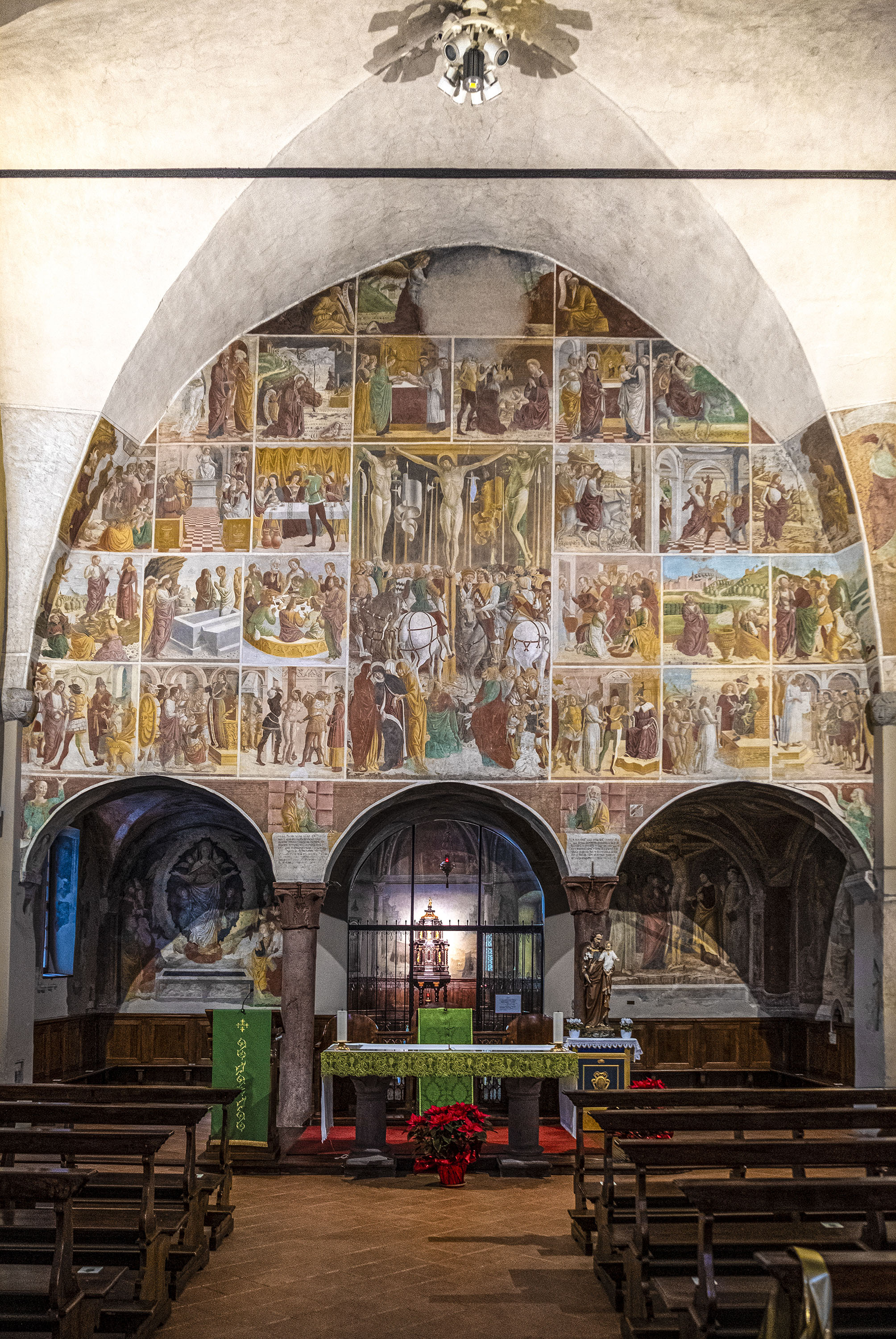
Navata con arco trionfale - Vita di Cristo - Pietro da Cemmo e allievi
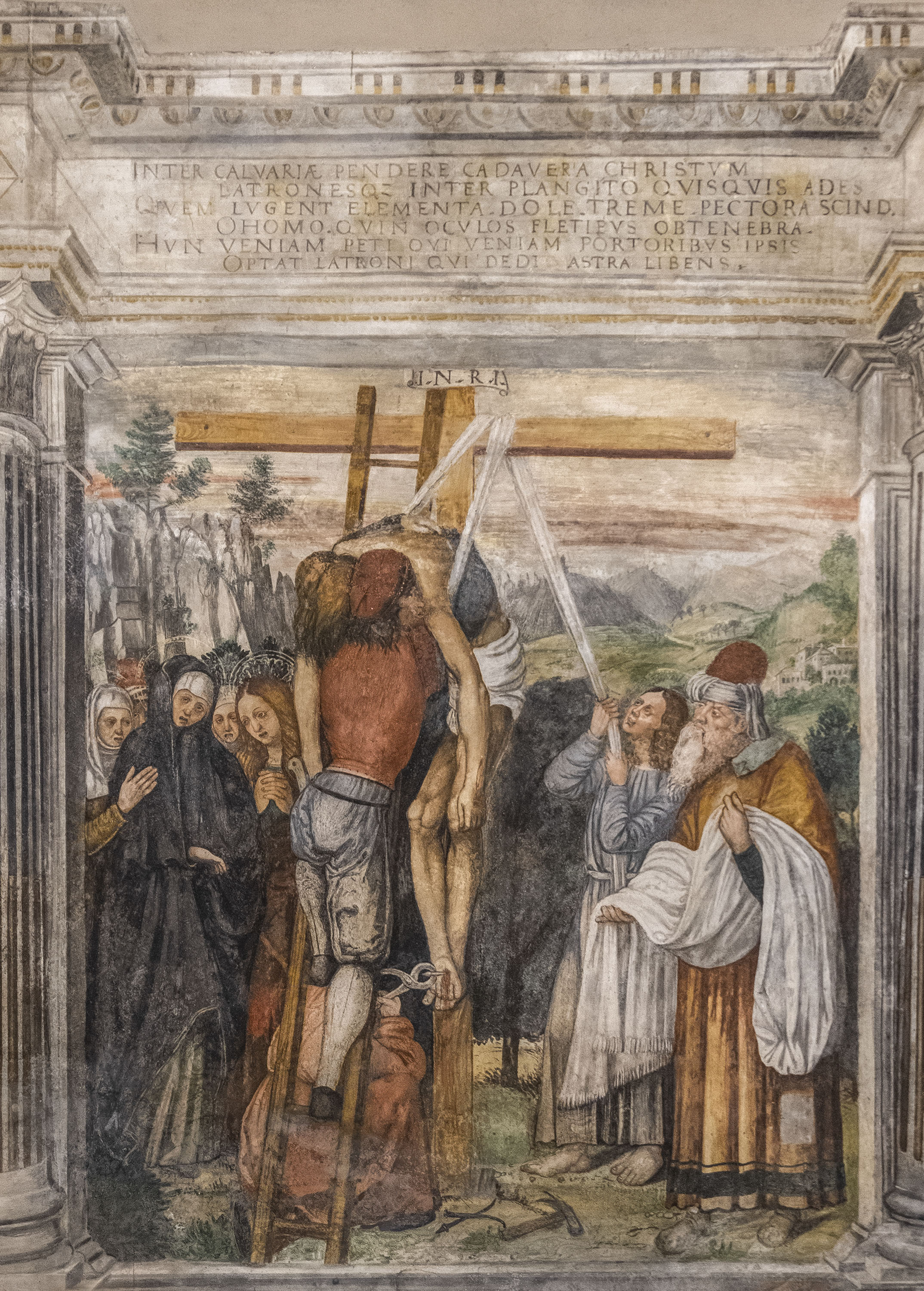
Deposizione dalla Croce. Attribuita a Paolo da Caylina il Giovane